# Passengers (Mostly Autumn)
Passengers is het vijfde studio-muziekalbum van de Britse muziekgroep Mostly Autumn. Het album moest voorgefinancierd worden. Mostly Autumn of liever hun platenlabel vroeg fans het album mee te financieren in ruil voor een extraatje (zie de hoes van het album). Het album kwam als enkele compact disc in de winkels, mensen die mee hadden betaald aan de productie kregen een dubbel-cd. Het album is opgenomen in de Fairview Studios in Hull. Het is het laatste album waar Jonathan Blackmore aan mee heeft gewerkt. De populariteit steeg, want ze kregen last van bootlegs. In 2003 en 2004 volgen daarom een aantal live-albums.

## Musici
- Bryan Josh – zang, gitaar
- Heather Findlay – zang, bodhrán, tamboerijn
- Iain Jennings – keyboards, zang
- Angela Goldthorpe – dwarsfluit, blokfluit, zang
- Liam Davison – gitaar
- Andy Smith – basgitaar
- Jonathan Blackmore – slagwerk (laatste album)

met:
- Troy Donockley - fluitjes (tracks 9,11 en 12); Penny Whistles (9,11 en 12); Uilleann pipes (9,11 en 12); Bouzouki (4)
- Chris Leslie – viool (3,4 en 12)
- Marissa Claughan – cello (3,9 en 11)
- Damion Wilson (van Landmarq) - zang (2,6,8 en 9)
- Mark Atkinson - zang (2)

## Composities

### CD1
1. "Something in Between" (Josh) (3:52)
2. "Pure White Light" (Josh) (4:33)
3. "Another Life" (Findlay/Jennings) (4:36)
4. "Bitterness Burnt" (Findlay) (4:56)
5. "Caught in a Fold" (Findlay) (3:52)
6. "Simple Ways" (Josh) (6:13)
7. "First Thought" (Josh) (4:46)
8. "Passengers" (Josh) (6:05)
9. "Distant Train" (Jennings) (4 :50)
10. "Answer the Question" (Josh/Jennings) (5:01)
11. Pass the Clock (Josh) (12:08)
  1. "Pass the Clock - Part 1"
  2. "Pass the Clock - Part 2"
  3. "Pass the Clock - Part 3"

### CD2
Deze compact disc bevat live-opnamen van 24 augustus 2002 , Canterbury Fayre, Hernehill, Faversham, van circa 12.30-13.17, alleen de band:
1. Winter Mountain (Josh / R Josh ) (6:01)
2. Dark Before the Dawn (Josh / Faulds / Jennings) (4:48)
3. Evergreen (Findlay / Josh) (8:06)
4. The Last Climb (Josh) (8:47)
5. Please (Josh / Jennings/ Findlay) (5:55)
6. Mother Nature (Josh)(13:32)